# جوني كلارك
جوني كلارك (بالإنجليزية: Johnny Clarke)‏ هو موسيقي جامايكي، ولد في 12 يناير 1955 في كينغستون في جامايكا.

## وصلات خارجية
- جوني كلارك على موقع ميوزك برينز (الإنجليزية)
- جوني كلارك على موقع أول ميوزيك (الإنجليزية)
- جوني كلارك على موقع ديسكوغز (الإنجليزية)